# Ла Ботегета (Падова)
Ла Ботегета је насеље у Италији у округу Падова, региону Венето.
Према процени из 2011. у насељу је живело 27 становника. Насеље се налази на надморској висини од 2 м.